# Kyzył-kum

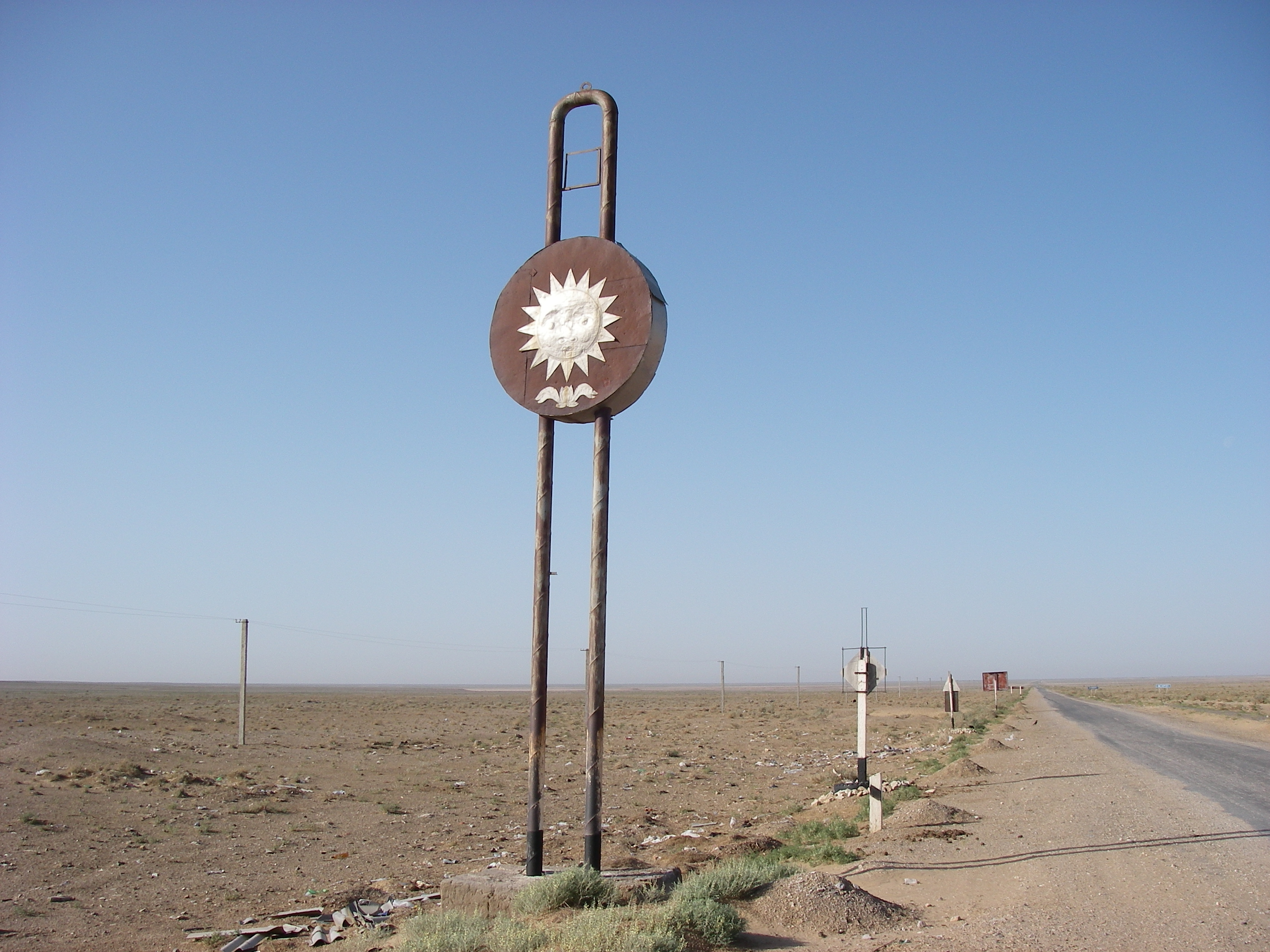
Krajobraz pustyni Kyzył-kum

Kyzył-kum (karakałp. Ķyzyl ķum, uzb. Qizilqum, kaz. Қызылқұм) – piaszczysta, miejscami gliniasta i kamienista pustynia w Uzbekistanie i Kazachstanie, na Nizinie Turańskiej, między rzekami Amu-darią i Syr-darią a Jeziorem Aralskim. Nazwa oznacza „czerwony piasek” w języku uzbeckim, kazachskim oraz tureckim. Powierzchnia ok. 298 tys. km² (10. pod względem wielkości na świecie). Na południowym krańcu pustyni Kyzył-kum w górach Nurota znajduje się dolina Sarmiszsaj.
Klimat umiarkowany, suchy – opady w granicach 80-200 mm. Skąpa roślinność, głównie trawy, stanowi źródło pożywienia dla owiec rasy karakuł.
Pustynia jest znana ze złóż złota, srebra, miedzi, uranu, glinu oraz ropy naftowej i gazu ziemnego. W pobliżu miasta Zarafshon, w Muruntau, znajduje się odkrywkowa kopalnia złota. Centra gazownicze to przede wszystkim Gazli i Muborak.